# Konik
Das Konik (aus dem Polnischen: Pferdchen, kleines Pferd) ist eine Ponyrasse aus dem mittel- und osteuropäischen Raum. Die Ponys sind sehr robust und finden Verwendung sowohl in der Landwirtschaft als auch bei der Erhaltung von zahlreichen Naturschutzgebieten wie Geltinger Birk (Ostsee), Schmidtenhöhe (Koblenz) oder dem Brönnhof bei Schweinfurt und im polnischen Białowieża-Nationalpark, wo sie in extensiver Landwirtschaft gehalten werden. Die größte Population lebt in Oostvaardersplassen in den Niederlanden unter nahezu wilden Bedingungen.
Hintergrundinformationen zur Pferdebewertung und -zucht finden sich unter: Exterieur, Interieur und Pferdezucht.

## Exterieur

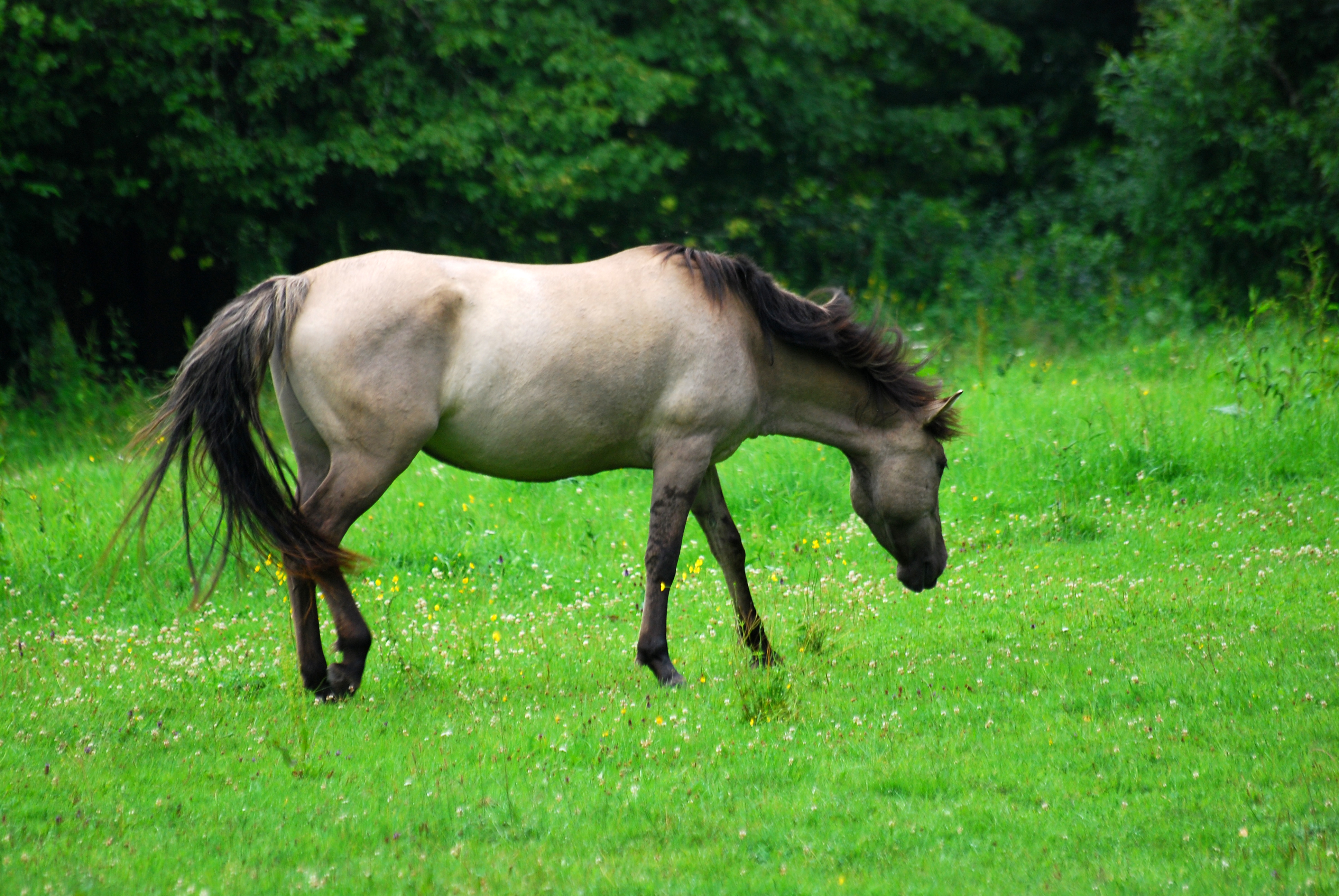
Konik mit gestreiften Fesseln

Koniks sind schwarzfalbene Pferde mit dunklem Aalstrich und dunklen Beinen. Mitunter sind Fesselstreifen und ein schwach ausgeprägtes Schulterkreuz vorhanden. Füchse und Rappen sind weitere Farbvarianten, ein gewisser Anteil der Population hat weiße Abzeichen. Der Kopf ist mittelgroß und weist ein gerades oder leicht konkaves Profil auf. Der Schopf ist dicht und wird von kleinen Ohren eingerahmt. Der kurze Hals ist schwer mit einem breiten Ansatz und üppigem, dichten Langhaar. Der Rumpf des Konik ist lang und weist eine ausgeprägte Rippenwölbung auf, die Brust ist breit und tief. Die gut bemuskelte Kruppe ist eher kurz und abgeschlagen, der Schweifansatz ist mitteltief. Die Beine sind kurz und kräftig mit trockenen Gelenken, harten Hufen und einem kleinen Kötenbehang.
Die Bewegungen des Konik sind in allen Gangarten fleißig und ausdauernd. Der Konik besitzt ein geringes Maß an Springvermögen und zeichnet sich durch seine hohe Widerstandskraft aus.

## Interieur
Koniks gelten als willig, ruhig und genügsam. Die Rasse zeichnet sich durch Langlebigkeit aus. Koniks sind eine sehr menschenfreundliche Rasse und sind selbst als im Freiland aufgewachsene Tiere nicht scheu. Besonders Fohlen halten oft Kontakt zu Menschen. In einer Herde verhalten sich Koniks gegenüber anderen, auch größeren Rassen, dominant.

## Zuchtgeschichte

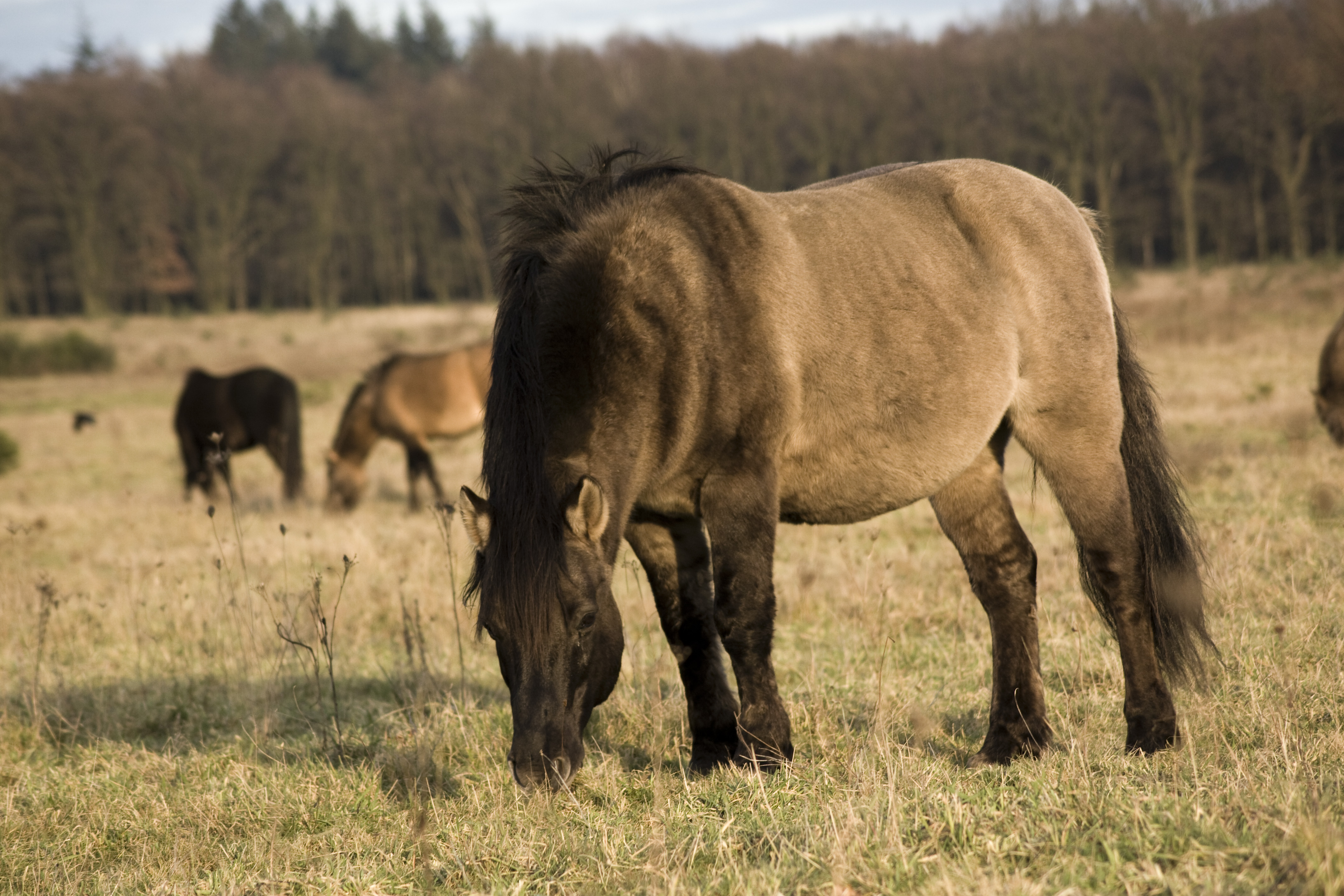
Koniks im Winterfell

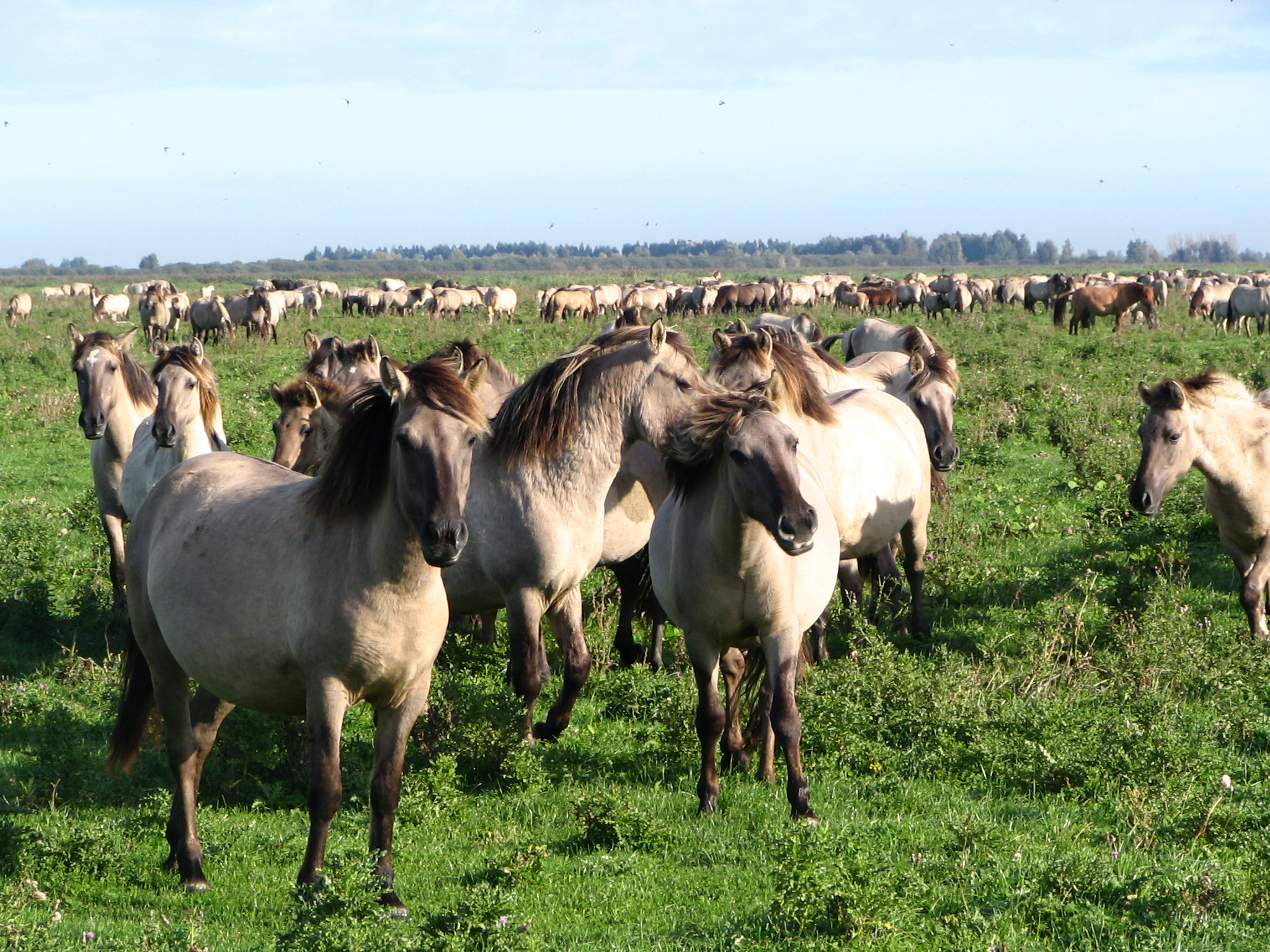
Koniks in Oostvaardersplassen

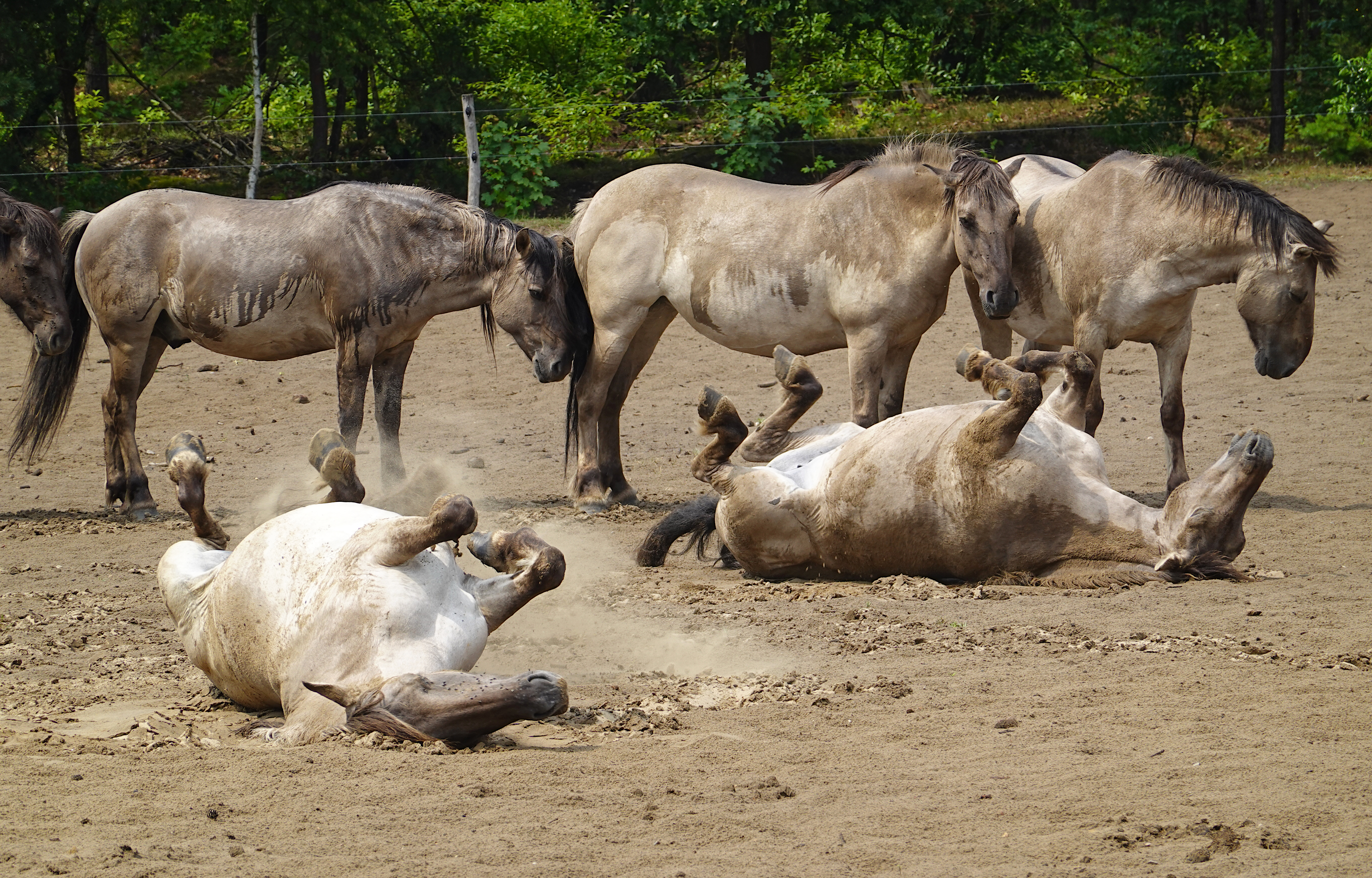
Zwei Koniks wälzen sich im Sand in der Schönower Heide, Norddeutschland

Genetische Studien widersprechen der Ansicht, beim Konik handele es sich um eine überlebende Form der Wildpferde Osteuropas. Sie teilen sich mtDNA mit verschiedenen anderen Hauspferderassen und ihr Y-Chromosom ist mit dem der meisten anderen Hauspferde identisch.
Das Konik ist eine polnische Landrasse, die aus sehr robusten Landschlägen aus der Biłgoraj-Region hervorging. Bis noch ins 19. Jahrhundert existierten in Osteuropa, besonders in Polen, wilde Pferdepopulationen, die auch gejagt wurden. Ob dies echte Wildpferde, verwilderte Pferde oder Hybride waren, ist bis heute unklar (siehe: Tarpan), ein Einfluss durch Hauspferde ist jedoch belegt. Jedenfalls wurde ein Teil dieser wilden Pferde um 1806 vom lokalen Tierpark in Zamość an umliegende Bauern verteilt, gezähmt und mit den dortigen Hauspferden weitergezüchtet. Dass diese Hauspferde ebenfalls stark von den wilden Pferden geprägt waren, ist unwahrscheinlich, da Bauern wegen des hartnäckigen Verhaltens Letzterer solchen Einfluss auf ihre Pferde bekämpften.
Die Armut der Bauern in der Region hatte zur Folge, dass Pferde mit sehr wenig menschlicher Obhut gehalten wurden, wodurch sie sich zu sehr robusten Schlägen entwickelten. Dadurch haben sie sich als Arbeits-, besonders als Zugpferde bewährt. Während des Ersten Weltkrieges spielten diese Landpferde eine wichtige Rolle beim Transport der deutschen und russischen Truppen und wurden fortan Panjepferde genannt. Diese Pferde waren überwiegend schwarzfalben, doch traten auch Varianten wie Füchse oder Rappen auf.
Ab 1923 interessierte sich der Krakauer Landwirtschaftsprofessor Tadeusz Vetulani für die Panjepferde der Biłgoraj-Region und prägte den Namen Konik („Pferdchen“) für die Rasse, der sich allmählich weltweit als Bezeichnung durchsetzte. In den 1920er- und 1930er-Jahren wurden verschiedene staatliche und private Gestüte errichtet, um die Erhaltung einer der wenigen polnischen Regionalrassen, die auch ein wertvolles Arbeitspferd ist, zu fördern.
1936 wurde im Białowieża-Urwald auf Initiative von Vetulani ein Konikreservat eingerichtet. Vetulani war der Überzeugung, aus den Koniks eine Rekonstruktion der wilden osteuropäischen Pferde durch Rückzüchtung und Dedomestikation erzeugen zu können. Er wollte Merkmale wie weißes Winterfell, Stehmähne, Herdeninstinkt und ganzjährige Unabhängigkeit vom Menschen weniger durch züchterische Eingriffe als durch Natürliche Selektion erreichen. Der Zweite Weltkrieg beendete Vetulanis Projekt vorläufig, welches später in Popielno in Form von wenigen menschlichen Eingriffen fortgeführt wurde. Durch den häufigen Ankauf von Koniks, die den Krieg überstanden hatten, aus verschiedenen Zuchtstandorten (darunter auch aus Deutschland) wurde mit Popielno in den 1950er-Jahren der Hauptzuchtstandort der Rasse etabliert. Im Gegensatz zur landläufigen Meinung leistete Vetulanis Rückzüchtungsexperiment damit einen nur unwesentlichen Beitrag zur heutigen Konikpopulation.
Koniks wurden fortan entweder im Stall oder in Reservaten gezüchtet, in beiden Fällen jedoch zumeist unter züchterischer Kontrolle durch den Menschen. So wurde die Rasse in den letzten Jahrzehnten mit größerer Schulterhöhe gezüchtet, um sie zu einem effektiveren Arbeitspferd zu machen. Auch wurde der Körper, insbesondere der Kopf, „veredelt“, d. h. schlanker gezüchtet. Rappen und Füchse sowie Tiere mit weißen Markierungen kommen durch die vielfältige Zuchtgeschichte der Rasse immer wieder vor. Seit den 1990er-Jahren wird zwar dagegen selektiert, doch eine langfristige Eliminierung dieser Farbvarianten stellt sich als langwierig heraus, da diese Farben rezessiv sind.
Die parallele Haltung in Stallzucht und Reservatszucht machte es möglich, anhand des Koniks die Auswirkungen verschiedener Aufzuchtvarianten auf Gesundheit und Verhalten von Pferden zu ergründen. So weisen Stallkoniks Hufrehe und Heuallergie wesentlich öfter als ihre Verwandten im Freiland auf.

## Kreuzungszucht
In der Zwischenkriegszeit wurden von den Brüdern Heinz Heck und Lutz Heck in Deutschland polnische Koniks mit anderen Rassen wie Dülmener Pferden, Gotlandpferden, Islandpferde und Przewalski-Wildpferden gekreuzt. Diese Kreuzungen werden als Heckpferd zusammengefasst.
Auch das Dülmener Pferd, das ebenfalls oft fälschlich als Wildpferd bezeichnet wird, wurde in der jüngeren Vergangenheit in großem Umfang von Konikhengsten gedeckt, sodass beide Rassen heute nahezu identisch sind.
Im Weiteren wird das Konik zur Verbesserung der Wirtschaftlichkeit der Rasse von manchen Züchtern mit Anglo-Arabern, Warmblütern und englischen Vollblütern gekreuzt.

## Naturschutz mit Koniks
Seit August 2021 werden auf einem abgetrennten und eingekoppelten Teil der Niederlausitzer Bergbaufolgelandschaft ‚Schlabendorf Nord‘ in Brandenburg vier GPS-überwachte Koniks gehalten, um Gehölze zu verbeißen und diese Naturlandschaft für bodenbrütende Vögel damit weiterhin attraktiv zu halten. Dieses Projekt wird vom Reit- und Fahrverein (RFV) nature experience e. V. zusammen mit der Heinz Sielmann Stiftung Wanninchen umgesetzt.
Die Pferde eignen sich hervorragend für dieses Gebiet und das zur Verfügung stehende Nahrungsangebot.